# Gjerns kommun
Gjerns kommun var fram till 31 december 2006 en kommun i Århus amt i Danmark. Kommunen hade drygt 7 962 invånare och en yta på 143,77 km². Numera ingår kommunen i Silkeborgs kommun och Region Mittjylland.